# Гранпариньї
Гранпариньї (фр. Grandparigny) — муніципалітет у Франції, у регіоні Нижня Нормандія, департамент Манш. Гранпариньї утворено 1 січня 2016 року шляхом злиття муніципалітетів Шевревіль, Мартіньї, Мії i Париньї. Адміністративним центром муніципалітету є Париньї. Населення — 2629 осіб (01.01.2021).